# محمد دوغان
محمد دوغان (بالتركية: Mehmet Doğan)‏ (ولد سنة في1947في قلاجك انقرة) هو صحفي وكاتب تركي. 

## حياته ونشأته
تخرج عام 1972 من المدرسة العليا للنشر والصحافة كليه العلوم السياسيه.وكان يعمل في كلا من مركز الابحاث التركى الجديد مؤسسة التاريخ التركي (1972-1974) ودار درجاه للنشر(1975-1977)وفي المؤسسة التركيه للإذاعة والتلفزيون(1977-1978).
وقد استمرت جهوداته للمؤسسه التركيه لاتحاد الكتاب .وقد أسس اتحادا للنشر.
في عام 1980 بدأ العمل ككاتب سيناريو ومنتج للافلام المتعاقد عليها في دائره السنيما لوزاره الثقافة.
وأصبح عضوا في هيئه رقابه الافلام.وقد احتل مكانا في مؤسسه النشر لجريده زمان وكان يكتب في هذه الجريده مقالاته اليومية تحت عنون"الهوية"
(1986-1987),وكان يكتب مقالاته الاسبوعيه في مجله يورونجه(1991-1992).
وكان يلقى محاضرات التأليف والكتابة في كليه الاتصالات جامعه الغازى(1991-1993).وكان يكتب مقالاته اليومية في جريده الوقت (1994-1996).
وقد عمل مديرا عاما للشركه المساهمة لاتحاد الاعلام(1994-1996).وقد اختير كعضو من قبل مجلس الامة التركى الكبير للمجلس الاعلى للاذاعه والتلفزيون(1996-2005).وقد كتب في كلا من مجله الحركة، الادب التركى، ومفاره، العلم والفن، الانطباع، النهر.
وقد شغل دوغان من مؤسسى المؤسسة التطوعيه التركيه ومؤسسه اتحاد الإكتاب التركيه منصب الرئيس العام لاتحاد الكتاب التركيه لفتره طويله (1978-1996)وقد أدار نشر موسوعه الادب واللغة التركيه وموسوعه العائلة التركيه.
وهو حاليا وزيرا لمؤسسه اتحاد الكتاب التركيه.

## أعماله
- قاموس اللغة التركيه الكبير
- غدر التغريب
- تباعد ثقافه اللغة
- تدخل الضربات والنظام السياسى
- شعراء المسجد:محمد عاكف
- الديمقراطية ضد الشعب
- التاريخ والمجتمع
- لم استطع ايجاد معجم
- هل قاموس الدولة كاتب ؟
- الايدولوجيه الكماليه بعد الحرب
- الحرب الثقافيه وثقافه الحرب
- عصر الاتصالات أو الهول
- دليل المكتبات
- إباده القرن
- جغرافيه الهوية التركيه
- ارجنكون الضربة الاخيره
- مدخل لتاريخ الجمهورية التركيه (2013)